# Most skalny

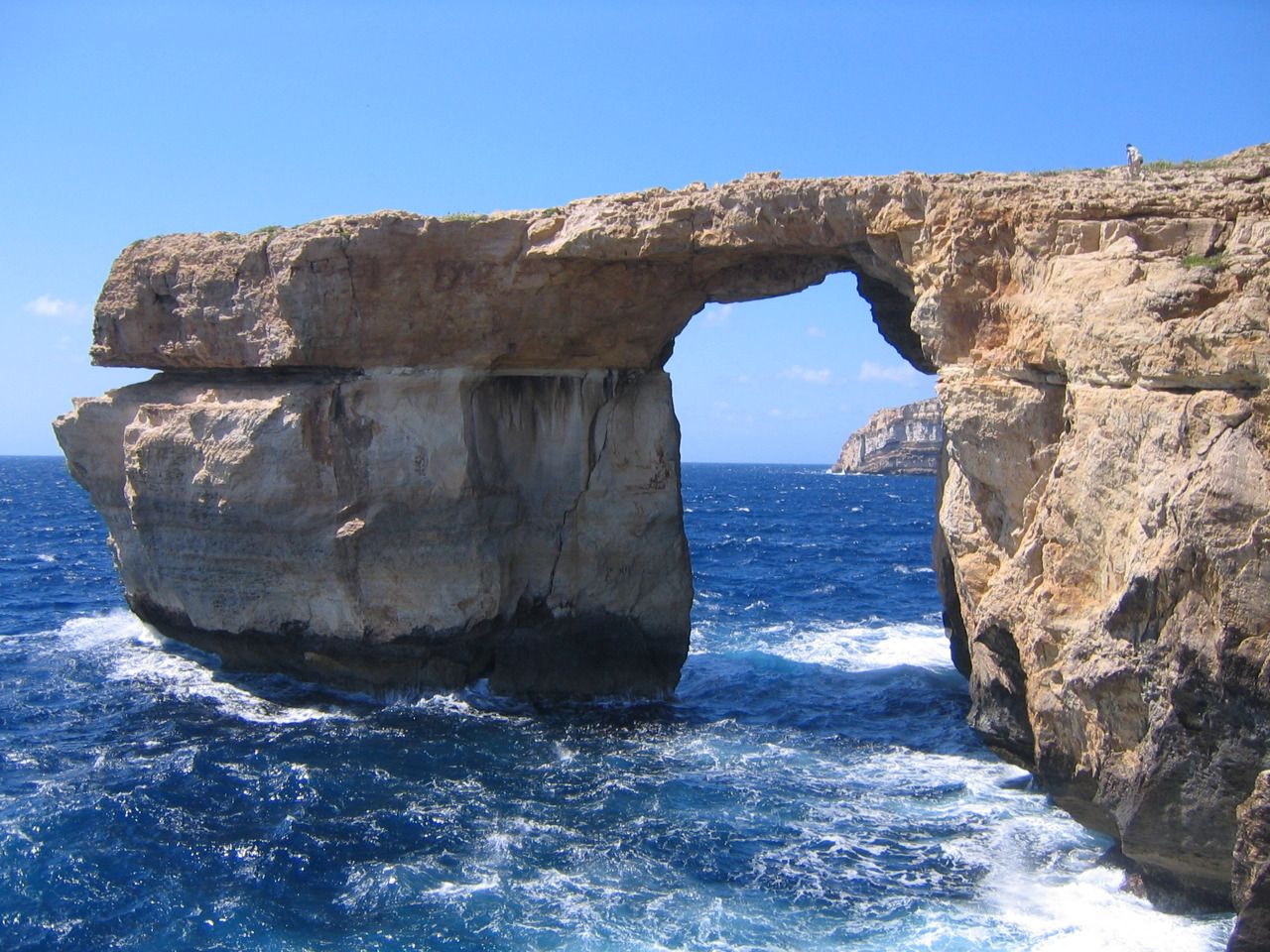
Azure Window (Lazurowe Okno) na Gozo

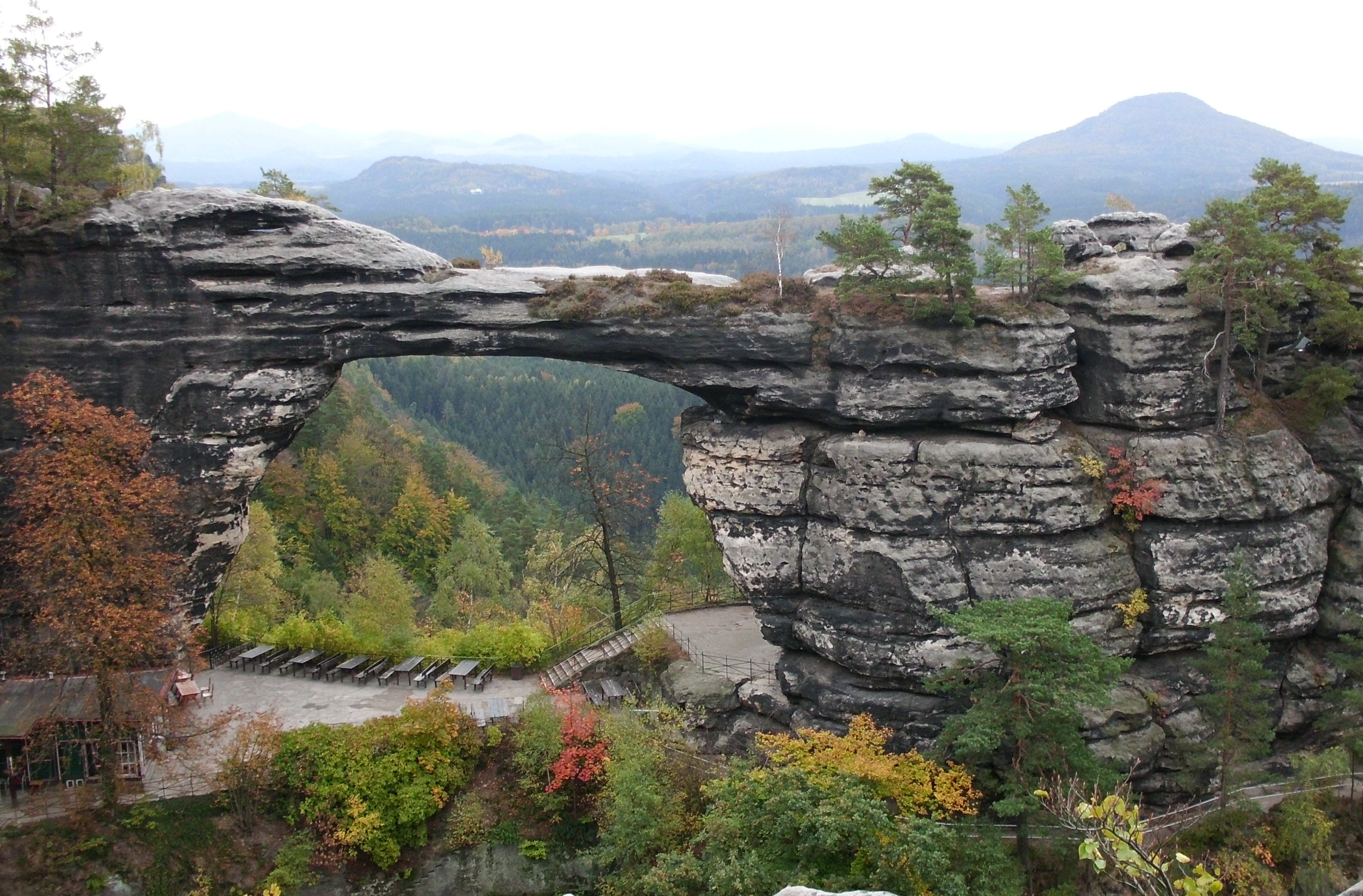
Most skalny Brama Pravčicka

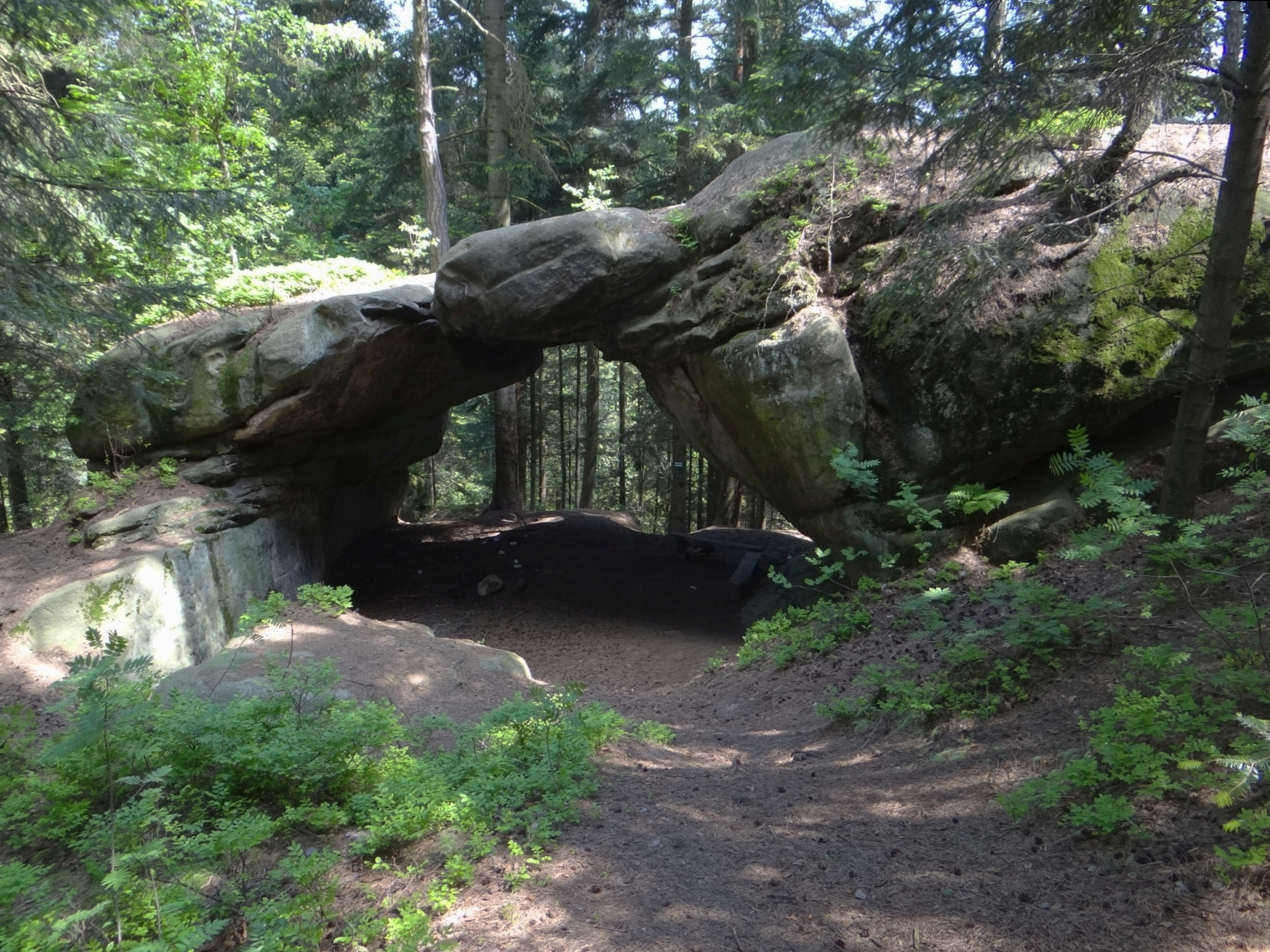
Diable boisko w Pławnej

Most skalny – naturalna forma skalna, która swoim kształtem przypomina most. Smuklejszą formę nazywa się łukiem skalnym.
Powstaje na drodze różnych mechanizmów, np. przez zachowanie części stropu jaskini przy zawaleniu się jej pozostałych fragmentów lub przez stopniową erozję podstawy muru skalnego przy zachowaniu jego wyższych partii. Występuje głównie na obszarach zbudowanych ze skał osadowych – piaskowców, rzadziej zlepieńców.

## Mosty skalne
Mosty skalne opisane w Wikipedii:
W Polsce
- Arkada w Wąwozie Kraków
- Brama Twardowskiego (skała)
- w Dziurawej Baszcie
- w Dolinie Janówki
- Diable Boisko w Pławnej
- Brama Laseckich na Zamku w Bobolicach

W Europie
- Azure Window – zawalił się w 2017 roku,
- Brama Pravčicka
- Durdle Door
- Es Pontàs
- w pobliżu Kawo Greko, Cypr
- w Dyrhólaey
- Arcomagno

W Ameryce Północnej
- Bridge Mountain – most i szczyt o tej samej nazwie
- Delicate Arch – łuk
- Rainbow Bridge National Monument
- w Park Narodowy Bryce Canyon